# Galicia Hoxe
 (mai 2018).

Galicia Hoxe (Galice Aujourd'hui en français) est un quotidien espagnol publié à Saint-Jacques-de-Compostelle, édité par l'Editorial Compostela, qui édite aussi El Correo Gallego.

## Historique
Son premier numéro est sorti le 6 janvier 1994 sous le nom d'O Correo Galego, et en mai 2003 changeait son nom en la Galicia Hoxe.
Son édition imprimée s'est arrêtée le 28 juin 2011. Selon le journal lui-même, la raison de la fermeture est due à la suppression d'aides économiques que le journal recevait habituellement de la Junte de la Galice.
Son éditeur a été Feliciano Barrera et son directeur Caetano Díaz.